# 滕佩斯塔峰

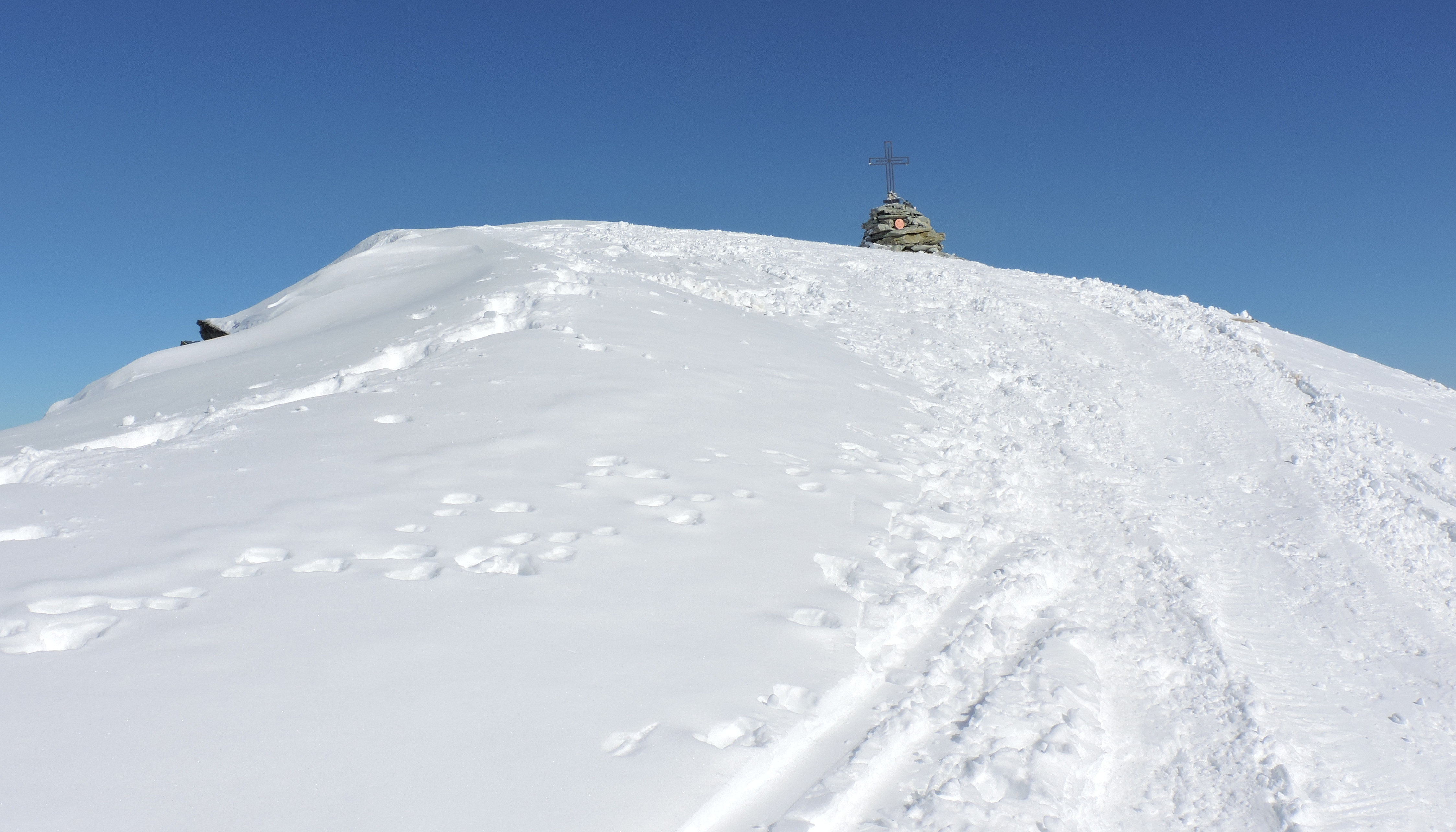

44°25′18.62″N 07°08′20.83″E / 44.4218389°N 7.1391194°E
滕佩斯塔峰（義大利語：Punta Tempesta），是意大利的山峰，位於該國西北部，由皮埃蒙特大區負責管轄，屬於科蒂安阿爾卑斯山脈的一部分，海拔高度2,679米。